# Trachinotus teraia
Trachinotus teraia es una especie de peces de la familia Carangidae en el orden de los Perciformes.

## Morfología
• Los machos pueden llegar alcanzar los 68 cm de longitud total.

## Distribución geográfica
Se encuentra desde Senegal hasta el Gabón, incluyendo Cabo Verde.